# Gerrit de Boer
Gerrit de Boer (Meppel, 26 juli 1923 - aldaar, 24 december 1944) was een Nederlandse verzetsstrijder tijdens de Tweede Wereldoorlog.
De Boer (verzetsnaam "Willy") was eigenaar van een schoenenzaak aan de Hoofdstraat 39 in Meppel. Hij was lid van de verzetsgroep van Jan Gunnink ("Ome Hein"). In 1941 had "Ome Hein" een aantal jongeren bijeengebracht om zich te gaan verzetten tegen de Duitse bezetter. Men legde contact met Wim Speelman, die betrokken was bij het verzetsblad Vrij Nederland (later van Trouw) en organisator was van de verspreiding.
In januari 1943 stond er in januari een oproep in het Algemeen Politieblad waarin de Sicherheitsdienst (SD) vroeg om opsporing en aanhouding van De Boer. Hierop dook hij onder op verschillende adressen maar zette zijn verzetsactiviteiten voort. Hij vormde na de stakingen in april en mei 1943 een nieuwe verzetsgroep met als kern Albert Rozeman ("Victor"), Jan Naber ("Nico"), Fokke Jagersma, Henk Potman en de drie zonen van Jan Gunnink, Klaas, Hendrik en Gerrit.
In november 1943 reisden Fokke Jagersma en Henk Potman naar 's-Hertogenbosch waar ze erin slaagden om uit het politiebureau daar een grote partij revolvers buit te maken. Hiermee kon de groep van "Ome Hein" bewapend worden en werd het mogelijk om distributiekantoren te overvallen om zo bonkaarten te ontvreemden en ging men spoorlijnen saboteren. In augustus 1944 sloot de groep van De Boer c.s. zich aan als Knokploeg Meppel bij de Landelijke Knokploegen. Gunnink werd de commandant van de KP-Meppel.
Op 18 december 1944 werden er zeven verzetsmensen door verraad uit de directe omgeving door de SD gearresteerd en opgesloten, verhoord en gemarteld in het politiebureau van Meppel. Eén daarvan, de beroemde pilotenhelper Peter van den Hurk, slaagde erin via een bevriende politieagent een briefje om hulp naar buiten te krijgen waarin hij de Knokploeg vroeg om een bevrijdingsoverval. Op 24 december om 6 uur in de vroege avond viel de groep van "Ome Hein" het politiebureau binnen en er ontstond een vuurgevecht. Een van de schoten trof De Boer in de hals. Een ander schot trof de dienstdoende politieagent Jacob Petter die op slag dood was. Een aantal gevangenen werd bevrijd en wist te ontkomen, maar De Boer bezweek op de stoep van het politiebureau in de armen van "Ome Hein".
Toen de bezetter ontdekte dat de dode Gerrit de Boer was, arresteerden ze zijn vader Jan, zijn broer Gerard en zijn verloofde Anna Tigelaar. Gerard en Anna werden vrijgelaten, maar Jan de Boer bleef gevangen. Tot hij op 4 april 1945 aan de Staphorsterweg aan de Lankhorst samen met vier andere verzetsmensen werd gefusilleerd door leden van de SD. Waarschijnlijk als represaillemaatregel voor een aanslag op de spoorlijn Meppel-Zwolle.
Op 27 december 1944 werd Gerrit De Boer begraven op de Algemene Begraafplaats te Meppel waar zijn graf nog steeds te bezoeken is - Vak M, nummer 393. Postuum na de oorlog ontving zijn familie op 23 januari 1953 het Verzetskruis 1940-1945. Hij kreeg ook postuum het Verzetsherdenkingskruis uitgereikt.
H.J. van Aalderen
· P. van As
· M. Assies
· J.J. Barendsen
· J.A. Beekman
· H.D.J. Beernink
· L.R. Beijnen
· C.J. van den Berg-van der Vlis
· L.A. Bleys
· G. de Boer
· A.A. Bontekoe
· E.J. Bosch ridder van Rosenthal
· D.A. van den Bosch
· I.J. van den Bosch
· J.H. Bosch
· J.C.J. baron Brantsen
· A.L. Charroin
· F.G.M. Conijn
· M. Crans
· R.J. Dam
· F. Datema
· K.H. Derkzen van Angeren
· H. Dienske
· J.L.G. Doornik
· V. Dreyfus
· N. Dupont
· F. Duwaer
· S. Esmeijer
· G.H. Gelder
· J. Gelderman
· W.J. Gertenbach
· E.A. Giran
· O. Giran
· C.H. de Groot
· P.G.S. Guermonprez
· A. Hahn
· W. van Hall
· J.C.H.F. van Hanxleden Houwert
· Th.W.L. baron van Heemstra
· J.J. Hendrikx
· J.L. Hesselberg
· W.J. Heukels
· I. van der Horst
· J. ter Horst
· H.P. Hos
· J.F.H.M. baron van Hövell van Wezeveld en Westerflier
· B. IJzerdraat
· L. Jansen
· A. Kalter
· G.W. Kastein
· A. Keuter
· T.J. Kroeze
· D.M.R.H. Kroon
· H.Th. Kuipers-Rietberg
· A. Meerwaldt
· J.A.A. Mekel
· J.D. van Melle
· D.C.B. Mesritz
· M.-L.C. Meunier
· J.J. Mohr
· J.L. Moonen
· A.C. Nagtegaal
· F. Nieuwenhuijsen
· B. Oosthoek
· J. Oranje
· T. Pannekoek
· J. Post
· A.J. Rozeman
· V.H. Rutgers
· F.R. Ruys
· W. Santema
· J.J. Schaft
· Jhr. J. Schimmelpenninck
· R.L.A. Schoemaker
· G. Schoonman
· W.P. Speelman
· M. van der Stoep
· B.M. Telders
· A.O.H. Tellegen
· O.R. Thomsen
· G. Tieman
· T.W. de Tourton Bruijns
· L.M. Valstar
· G.J. van der Veen
· D. Verloop
· M.A.E. Verspyck
· P.M.R. Versteegh
· C. Vlot
· G. Weidner
· J.H. Westerveld
· H.B. Wiardi Beckman
· J.W. Wildschut
· J.R.E. Wüthrich
· L. Zwanenburg
· Onbekende Joodse soldaat